# 奈良県道247号笠天理線
奈良県道247号笠天理線（ならけんどう247ごう かさてんりせん）は、奈良県桜井市から天理市に至る一般県道である。

## 概要
桜井市大字笠から天理市滝本町に至る。

### 路線データ
- 起点：桜井市大字笠（奈良県道50号大和高田桜井線交点）
- 終点：天理市滝本町（国道25号交点）

## 地理

### 通過する自治体
- 奈良県
  - 桜井市 - 天理市

### 交差する道路
| 交差する道路                    | 市町村名 | 交差する場所 | 交差する場所 |
| ------------------------------- | -------- | ------------ | ------------ |
| 奈良県道50号大和高田桜井線      | 桜井市   | 大字笠       | 起点         |
| 奈良県道267号横川三昧田線未供用 | 天理市   | 下仁興町     |              |
| 国道25号 / 旧道                 | 天理市   | 滝本町       | 終点         |

### 沿線
- 桃尾の滝
- 天理ダム